# You asked for it, you got it
You asked for it, you got it, abrégé YAFIYGI est une expression informatique anglaise signifiant Vous l’avez demandé, vous l’obtenez.
Cette expression, utilisée le plus souvent ironiquement, fait allusion aux éditeurs de texte et autres outils d'assez bas niveau utilisés directement en ligne de commande et sans aucune interface graphique autre que le terminal. On obtient alors exactement ce que l'on a demandé à la commande, mais il est souvent difficile d'anticiper ce que l'on a effectivement demandé avant qu'il ne soit trop tard.
L'expression s’inspire du WYSIWYG : ce que vous voyez est ce que vous obtenez, la difficulté étant d’afficher ce qu’on veut. Dans le YAFIYGI, il est facile d’obtenir ce qu’on demande, mais il peut être très complexe de formuler une commande qui véhicule exactement cette demande.